# Fort Vaux

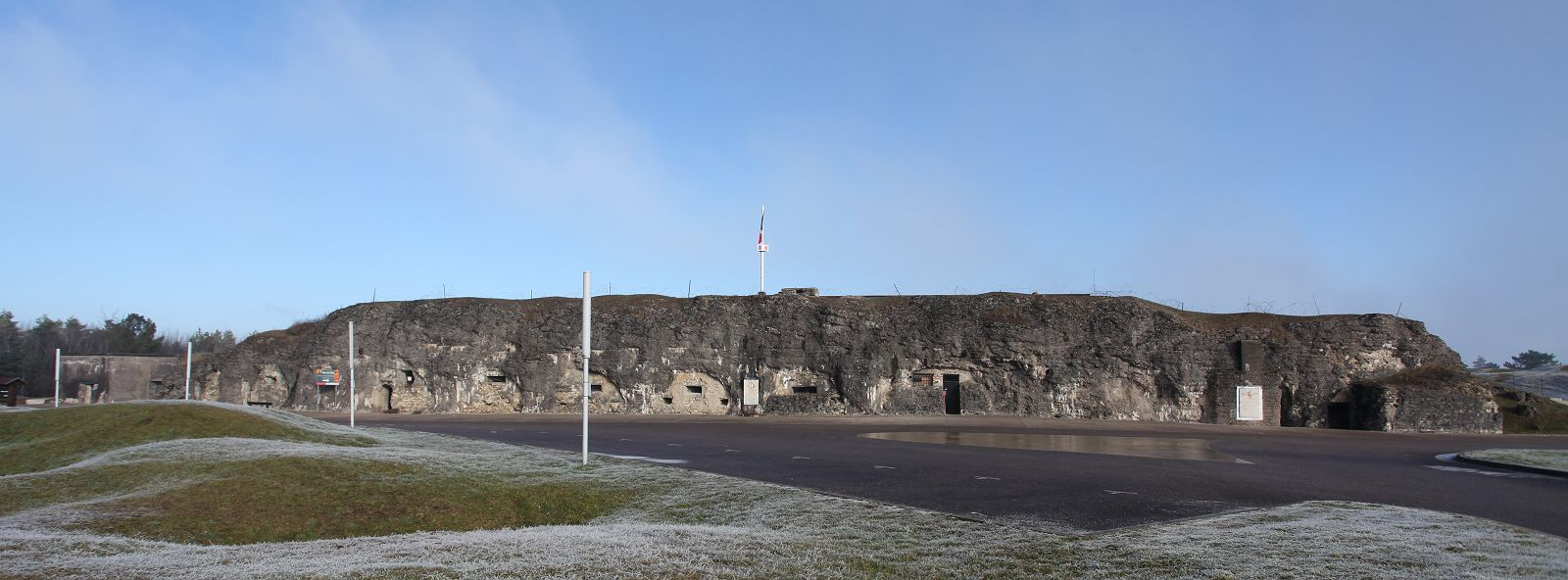
Fort Vaux, 2016

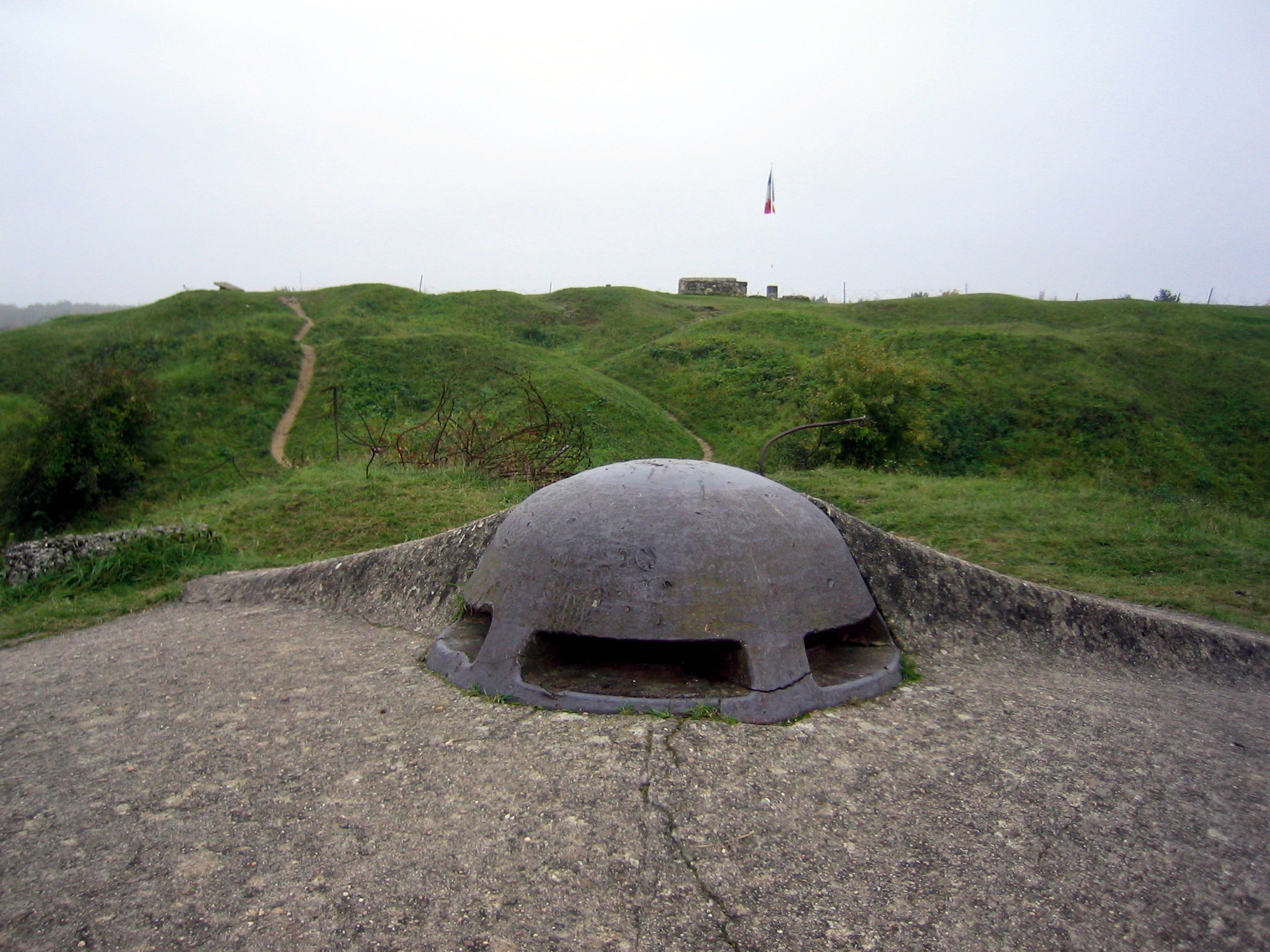
80-cm-Panzerbeobachtungskuppel (Observatoire cuirassé) Fort Vaux heute

Fort Vaux (eigentlich „Fort de Vaux“ – kurzzeitig auch „Fort de Dillon“ genannt) war eine französische Festung der Gürtelfestung Fester Platz Verdun in Lothringen/Frankreich.

## Benennung
Ursprünglich war es Fort de Vaux benannt. Per Präsidialdekret vom 21. Januar 1887 setzte der Kriegsminister Georges Boulanger um, dass alle Forts, befestigte Artillerieanlagen und Kasernen des Système Séré de Rivières die Namen von ehemaligen Militärkommandanten zu tragen haben, weswegen das Fort dann den Namen Fort Dillon nach Général Arthur Dillon erhielt. Am 13. Oktober 1887 wurde das vom Nachfolger Boulangers, Théophile Ferron, mit der Note n° 14980 vom gleichen Datum rückgängig gemacht und das Fort erhielt seinen ursprünglichen Namen zurück.

## Fort

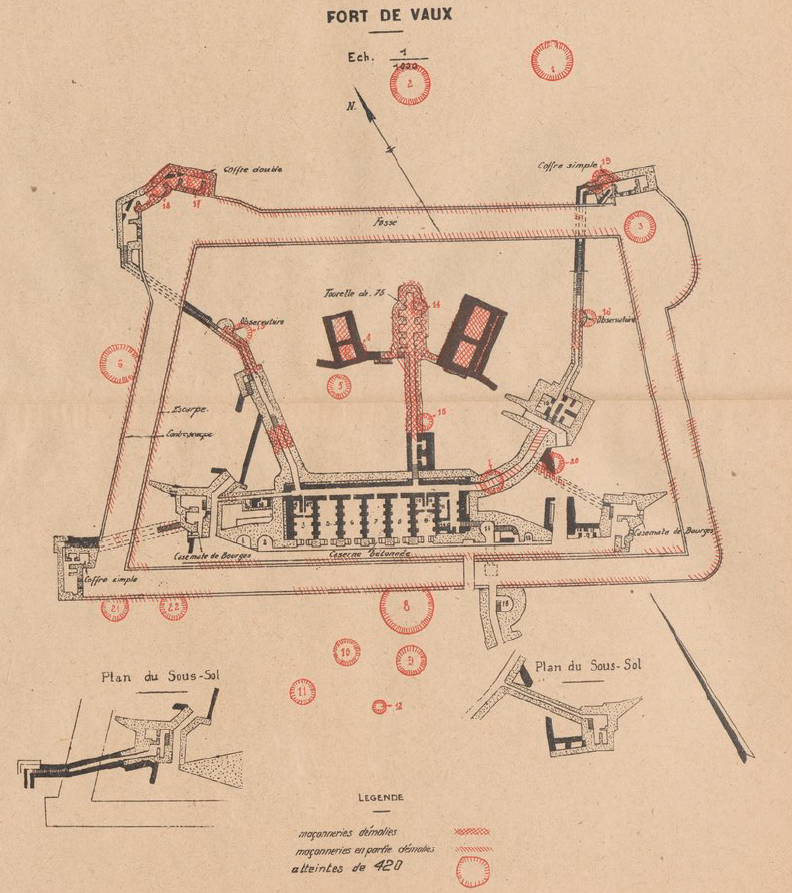
Grundriss von Fort Vaux

Das Fort Vaux wurde in der ersten Ausbaustufe des Festungsgürtels um Verdun in den Jahren 1881 bis 1884 errichtet. Die Festung wurde um die Jahrhundertwende und bis zum Jahre 1912 immer wieder umfassend modernisiert und verstärkt. Vor allem der großflächige Einsatz von Stahlbeton war aufgrund der damals neuen Granaten mit Aufschlag- und Verzögerungszündern unumgänglich, sollte die Festung einem Angreifer die Stirn bieten können. Zudem wurden um die Jahrhundertwende drehbare Mongin-, dreh- und versenkbare Galopin-Türme sowie Maschinengewehre mit Dreh- und Versenk-Türmen in den französischen Festungen eingeführt. Auch wurden etwa gleichzeitig die Casemate de Bourges entwickelt. Beides bedingte aufgrund der hohen Ansprüche an statische und dynamische Belastungen die Verwendung von Stahlbeton. Fort Vaux wurde mit einem Tourelle de 75 mm R modèle 1905 sowie zwei Casemate de Bourges an der rechten und linken Kehlseite ausgerüstet. Zudem wurden für den Geschützturm die obligatorischen Panzerbeobachtungskuppeln (Observatoire cuirassé) eingebaut.

## Lage im Festungsgürtel
Fort Vaux liegt etwa 2500 Meter südöstlich des Fort Douaumont auf einer Anhöhe oberhalb des im Kriege völlig zerstörten Dorfes Vaux-devant-Damloup. Südlich der Anlage liegt der Bois Fumin (Fuminwald) und dahinter der Bois de Vaux Chapitre (Chapitrewald). Südsüdöstlich liegt die Batterie de Damloup und im Bois de la Lauffée liegt das Zwischenwerk Ouvrage de la Lauffée. Der Rücken, auf dem das Fort liegt, wird durch die Vaux- bzw. Tavannes-Schlucht begrenzt.

## Schlachtverlauf

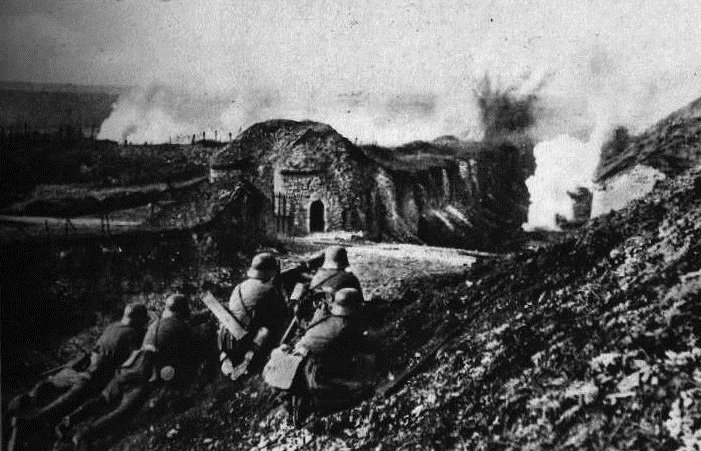
Deutscher Angriff auf Fort Vaux

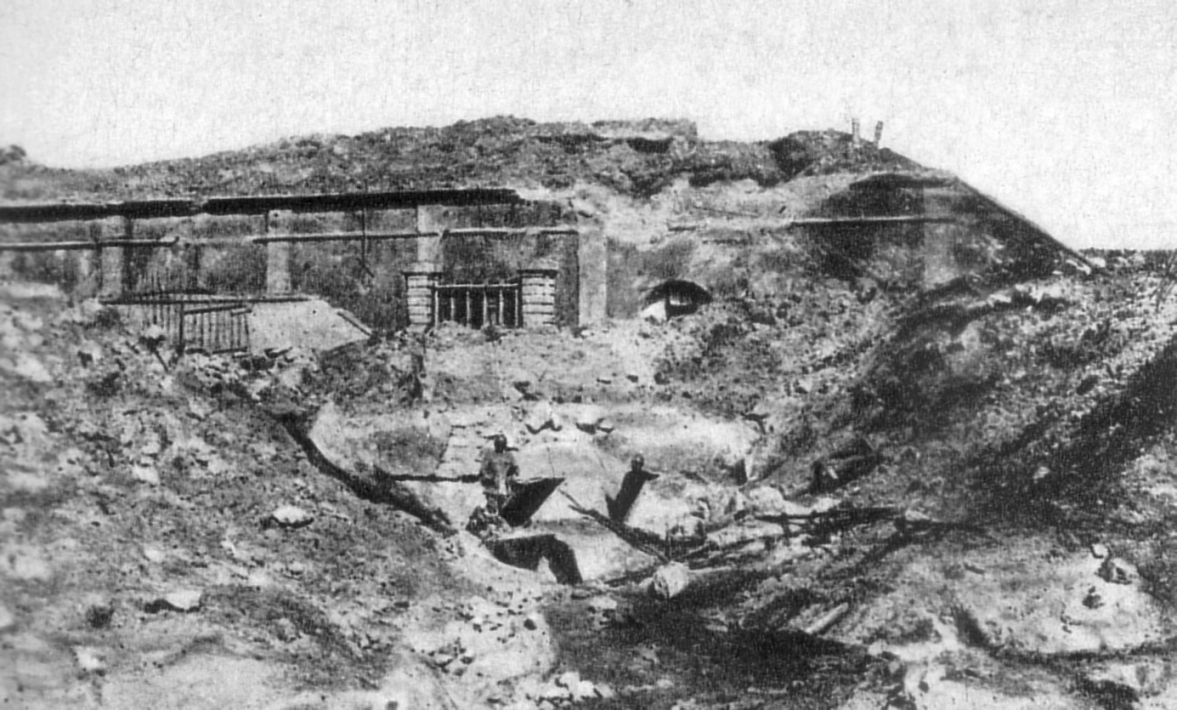
Innenhof des Forts im März 1916

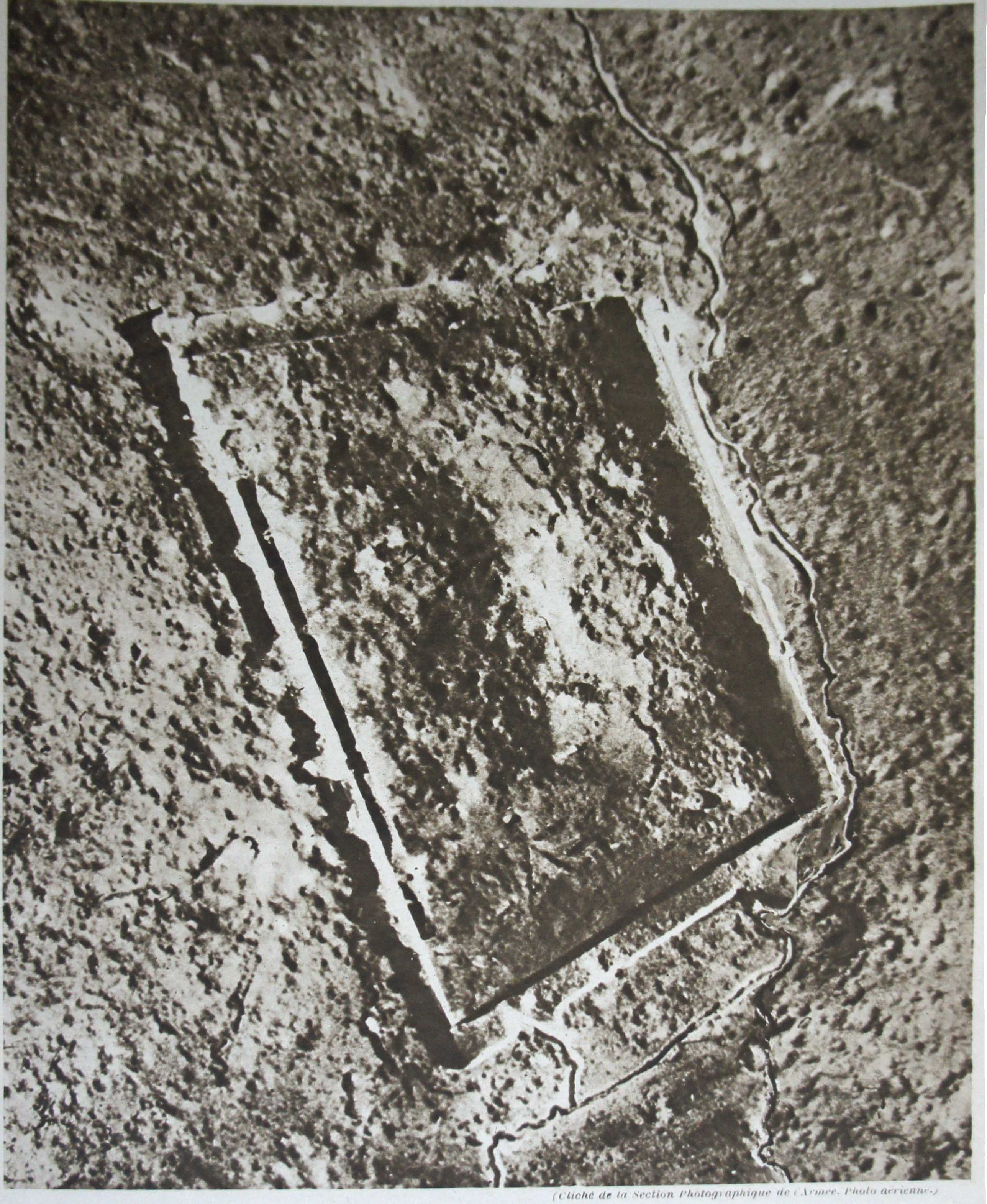
Luftbild von Fort Vaux, 1916

Bei der Schlacht um Verdun 1916 wurde das Fort, anders als Fort Douaumont, nicht von den französischen Truppen geräumt, sondern war ins Kampfgeschehen einbezogen. Die Situation an der Nordseite der Front im Bereich um die Ouvrage de Thiaumont und die Ouvrage de Froideterre war festgefahren. Daher sollte das Fort, gemäß deutschem Befehl vom 26. Februar 1916, noch am gleichen Tag genommen werden. Die Kämpfe im nordöstlich gelegenen Hardaumont (vgl. Ouvrage de Hardaumont) zogen sich jedoch bis zum Abend hin.
Die unterbrochenen Kämpfe wurden am darauffolgenden Tag wieder aufgenommen, abermals mit dem Ziel, die Feste mit den umliegenden Wäldern einzunehmen. Die Fernbeobachtung von der besetzten Ouvrage de Hardaumont aus ergab, dass der ständige Beschuss das Fort und die Sperranlagen stark beschädigt hatte; es wurde als „sturmreif“ eingeschätzt. Jedoch wurde der deutsche Vorstoß rasch durch französisches Sperrfeuer und Gegenangriffe gestoppt. In einem weiteren Angriff am 2. März sollte die Umgebung und das Fort selbst gestürmt werden. Mit heftigem Artilleriefeuer wurde der Angriff eingeleitet, scheiterte jedoch aufgrund der genauso heftigen Erwiderung des Feuers durch die Verteidiger. Die Kämpfe zogen sich bis zum 3. März hin. Am 8. März wurde erneut angegriffen. Schwerste Kämpfe waren die Folge, aber der Erfolg aus Sicht der Deutschen blieb aus.
Eine Fehlmeldung erging am 9. März „… Dorf und Panzerfeste … in glänzendem Nachtangriff genommen …“, was unter anderem die Verleihung des Ordens Pour le Mérite an den kommandierenden General Berthold von Deimling nach sich zog. Dies führte dazu, dass sich die alliierte Propaganda über die deutsche Heeresleitung und Presse lustig machte. Wahr ist wohl, dass man davon ausging, dass in der offensichtlich völlig zerstörten Feste keine Truppen mehr unterzubringen seien und der nächtliche Angriff „Erfolg haben müsse“. Als eine Art Befreiungsschlag aus der Zwickmühle der Fehlmeldungen wurde ein erneuter Sturm am 10. März anberaumt. Doch dieser, wie auch weitere Angriffe, scheiterte unter hohen Verlusten im Trichterfeld. Gegen Abend wurde das Fort erneut als sturmreif deklariert, jedoch verliefen die Angriffe weiterhin verlustreich und erfolglos. Die Angriffe wurden am 11. März vormittags vorläufig eingestellt. Erneute Angriffe waren am 17. März geplant, und die deutsche Seite verlegte neue Verbände in diese Kampfzone.
Der Nachtangriff vom 17. März wurde nach wenigen Metern gestoppt und auch die Angriffe des 18. März brachten nur Verluste. Ein französischer Gegenangriff erfolgte am 19. März, brachte jedoch eher den Deutschen einen kleinen Vorteil. Ab dem 19. März wollten die Deutschen durch Einrichtung einer durch einen technischen Stab unterstützten „Angriffsgruppe Mudra“ unter der Führung des Majors Kewisch die Effizienz ihrer Angriffe steigern. Die Angriffe zogen sich bis zum 27. März erfolglos hin. Die deutschen Truppen waren außerordentlich erschöpft. Durch die enormen Verluste bei Infanterie (8.800 Mann am 25. März) sowie bei Artillerie und Minenwerfern wurde das Unternehmen in Frage gestellt.
Ende März wurde intensiv erkundet, um den für 31. März angesetzten neuen Vorstoß vorzubereiten. Bis zum 2. April folgten erfolglose Angriffe und Gegenangriffe. Das Fort sollte erneut am 7. Mai angegriffen werden. Der Großangriff auf das zu diesem Zeitpunkt mit etwa 400 Mann besetzte Fort fand schließlich am 1. Juni statt. Zur Erhöhung der Kampfkraft wurden den deutschen Truppen Flammenwerfer zugeteilt. Die Kämpfe um Fort Vaux waren äußerst hart; es wurde nicht nur im Graben um und auf dem Fort gekämpft, sondern auch – nachdem die deutschen Truppen in die Innenräume vorstoßen konnten – um jeden Meter des mit Barrikaden versehenen Zentralgangs des Forts. Nachdem der deutsche Einsatz von Flammenwerfern im Inneren durch die starke Rauch- und Rußentwicklung unmöglich wurde, verlegten sich die Angreifer und Verteidiger in den Gängen auf den Kampf mit Maschinengewehren und den massiven Einsatz von Handgranaten und Sprengladungen. Die Sichtweite in den nahezu unbeleuchteten Gängen betrug bestenfalls einige Meter, die Luft war kaum atembar und die Verhältnisse für Angreifer und Verteidiger nur sehr schwer zu ertragen.

## Kapitulation

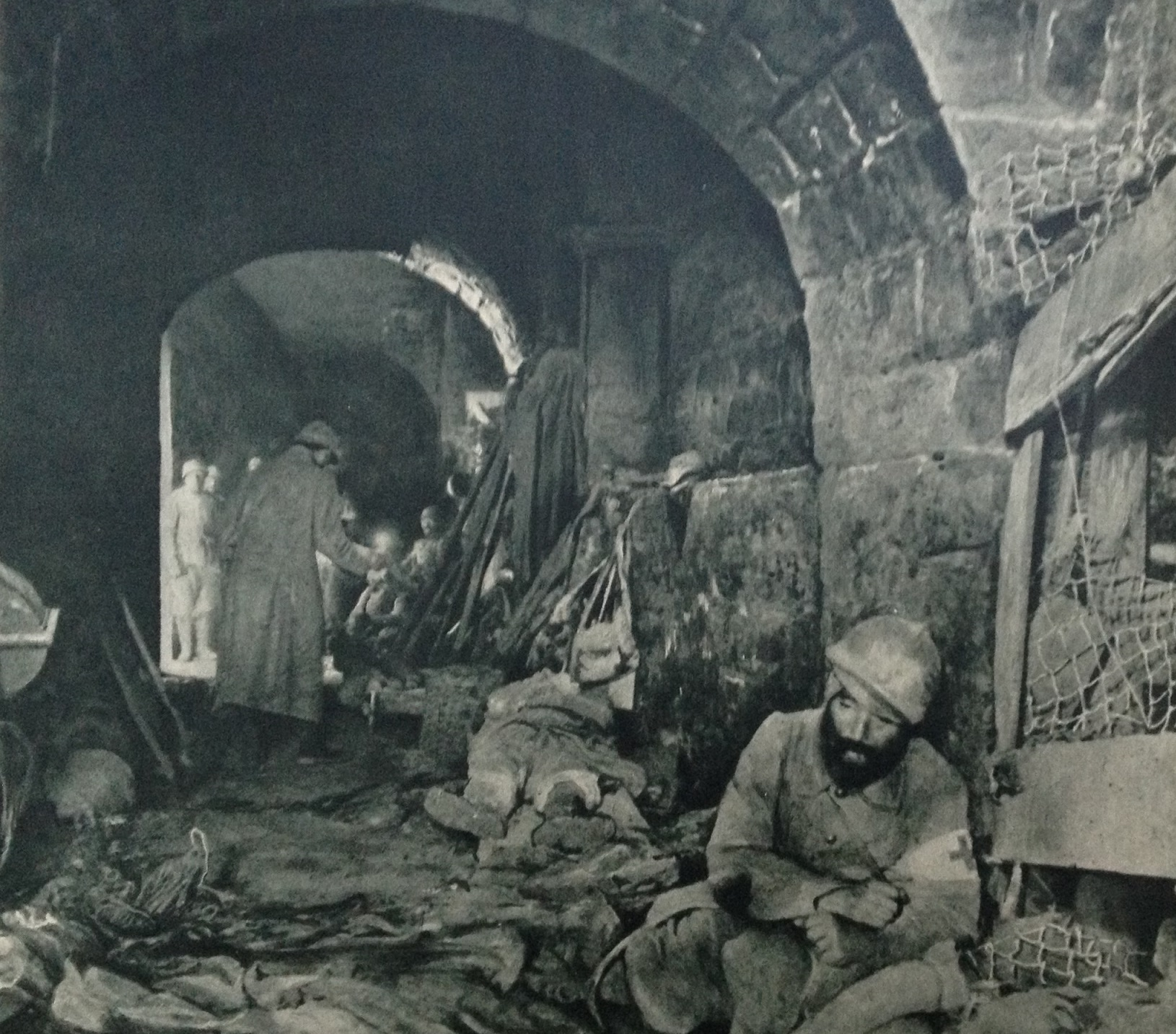
Französische Verteidiger im Fort

Einen Durchbruch konnten beide Seiten nicht erzielen, bis schließlich der französische Wasservorrat zur Neige ging und die Mannration Wasser auf deutlich unter einen halben Liter pro Tag sank. Durch den Durst zur Aufgabe gezwungen, kapitulierten die Truppen unter Commandant Sylvain Eugène Raynal am 7. Juni 1916 vor den Resten des Füsilier-Regimentes 39 (Friedensstandort Düsseldorf). An diesem Kampf um den Vaux-Berg waren auch das rheinische Infanterieregiment 53 (Köln) und das westfälische Infanterieregiment 158 (Paderborn) maßgeblich beteiligt. Kennzeichnend für die totale Erschöpfung der Verteidiger ist der Irrtum Raynals in der Kapitulationsurkunde, bei dem er fälschlicherweise das Datum mit „le sept mai“ (7. Mai) angab. Die Kämpfe forderten etwa 5.000 Tote.
Französische Gegenangriffe am 8. und 9. Juni blieben erfolglos, die Deutschen hielten bis zur großen französischen Gegenoffensive ab dem 21. Oktober das baufällige und doch taktisch bedeutsame Fort besetzt. Diese letzte Verteidigung übernahmen zufällig erneut Soldaten des Düsseldorfer Füsilier-Regimentes 39 und des Paderborner Infanterieregiment 158. Geräumt wurde es am 2. November, wobei Teile der Anlage durch deutsche Pioniere gesprengt wurden. Erst am frühen Morgen des 3. Novembers wurde es durch französische Stoßtrupps erreicht, verlassen vorgefunden und durch weitere Kräfte wieder besetzt. Zur geplanten Beschießung mit der 400-mm-Haubitze (Obusier de 400 mm modèle 1915/1916) kam es daher nicht mehr.